# Tōhoku, Aomori

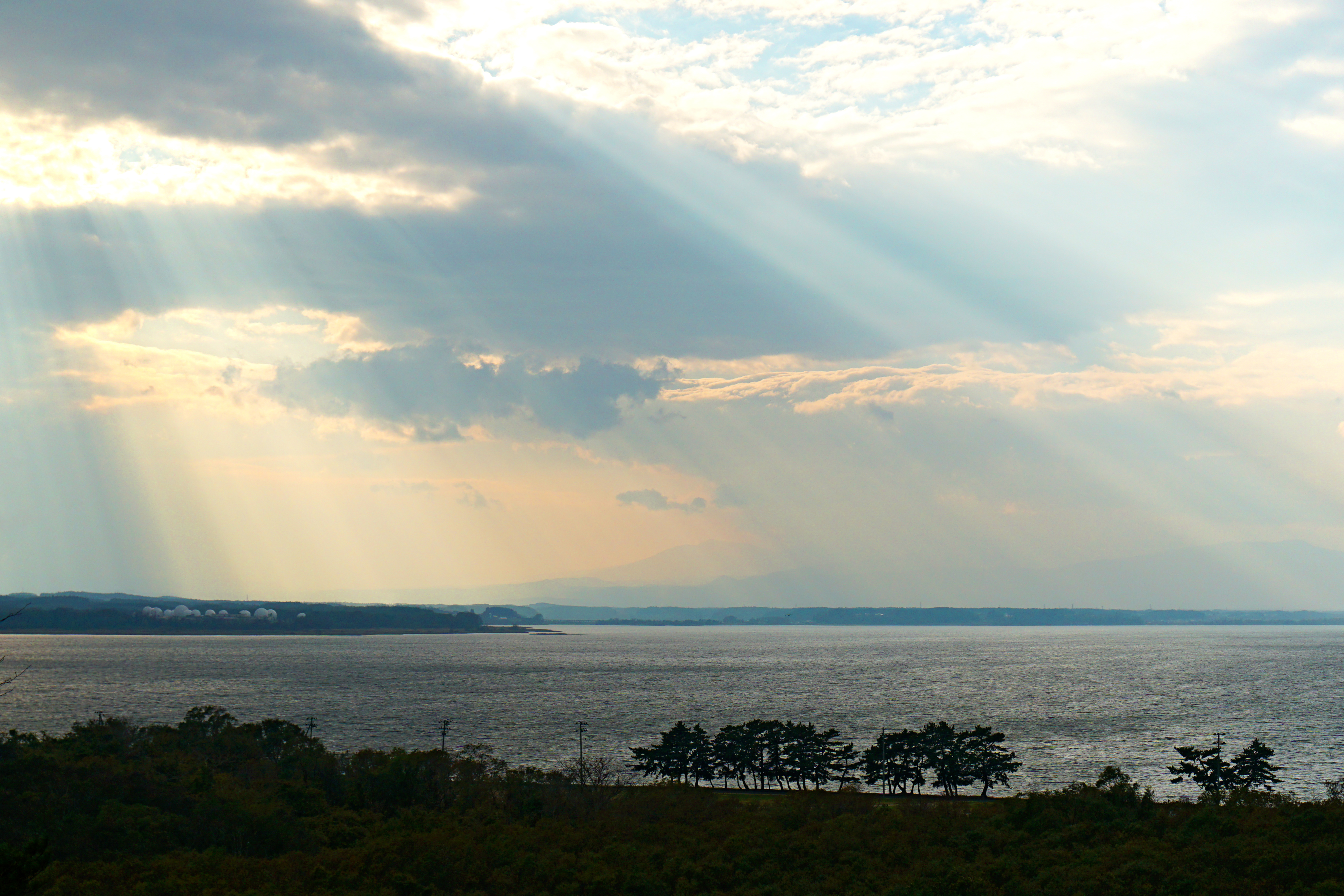
Hồ Ogawara

Tōhoku (東北町 Tōhoku-machi) là thị trấn thuộc huyện Kamikita, tỉnh Aomori, Nhật Bản. Tính đến ngày 1 tháng 10 năm 2020, dân số ước tính thị trấn là 16.428 người và mật độ dân số là 50 người/km2. Tổng diện tích thị trấn là 326,50 km2.

## Địa lý

### Đô thị lân cận
- Tỉnh Aomori
  - Hiranai
  - Misawa
  - Noheji
  - Rokkasho
  - Rokunohe
  - Shichinohe
  - Towada